# Clystea auriflua
Clystea auriflua är en fjärilsart som beskrevs av Max Wilhelm Karl Draudt 1915. Clystea auriflua ingår i släktet Clystea och familjen björnspinnare. Inga underarter finns listade i Catalogue of Life.